# هاینگ اس. انگور
هاینگ اس. انگور (انگلیسی: Haing S. Ngor؛ ۲۲ مارس ۱۹۴۰ – ۲۵ فوریه ۱۹۹۶) یک هنرپیشه اهل کامبوج بود.
از فیلم‌ها یا برنامه‌های تلویزیونی که وی در آن نقش داشته‌است می‌توان به زندگی من و مرا بزن اشاره کرد.
وی همچنین برنده جوایزی همچون جایزه اسکار بهترین بازیگر نقش مکمل مرد شده‌است.

## کشته شدن
در ۲۵ فوریه ۱۹۹۶، انگور در بیرون خانه‌اش در چایناتاون لس آنجلس، در مرکز شهر به ضرب گلوله کشته شد. شماری از کامبوجی‌ها ادعا کردند که طلبی از ثروتش دارند، مثل زنی که ادعا کرد با او در آمریکا ازدواج کرده. بیشتر دارایی‌های او به برادرش چان سارون رسید در حالی که بیشتر دارایی موجود در آمریکایش صرف پول دادگاه‌ها برای رد کردن ادعاهای طلبکار بودن مردم شد. او در بوستان «تپه رز» در وایتیر کالیفرنیا به خاک سپرده شده.
سه عضو مشهور یک باند خلافکار با نام «بَچز تنبل خاوری»، با سابقه دزدی و کش‌رفتن کیسه پول و جواهر، مجرم شناخته شدند. آن‌ها همگی با هم در دادگاه ارشد لس آنجلس دادگاهی شدند و ۳ قاضی پرونده آن‌ها را بررسی کرد. دادستان‌ها به این نتیجه رسیدند که انگور بعد از آن که ساعت طلای رولکس خود را به آسانی به آن‌ها داد از دادن نگارآویز خود ممانعت کرد چون یادگاری‌ای با عکس همسر درگذشته‌اش بود؛ ولی وکیل مدافعان می‌گفتند که این یک قتل سیاسی بوده که هواداران خمرهای سرخ پشت آن هستند ولی هیچ مدرکی برای این فرضیه‌شان نداشتند. در سال ۲۰۰۹ کانگ کک لئو یکی از اعضای پیشین خمرهای سرخ در دادگاه کامبوج گفت که انگور به دستور پل پوت به قتل رسید، ولی محققان آمریکایی گفته‌های او را معتبر ندانستند.
برخی این فرضیه را که انگور در دزدی کشته شده را نقد کرده‌اند. با وجود $۲٬۹۰۰ پول نقد که دزدیده نشده بود و این که دزدان جیب‌هایش را لخت‌نکرده بودند جای شک برای این فرضیه باز می‌شود. این که چرا دزدان نگارآویز او را می‌خواستند هیچ وقت پاسخ داده نشد. انگور نگارآویزش را زیر لباسش می‌گذاشت و با چشم آشکار نبود.
تمامی آن سه نفر در ۱۶ آوریل ۱۹۹۸، هم‌زمان با اعلام مرگ پل پوت مجرم شناخته شدند. تاک سان تان به ۵۶ سال، ایندرا لیم به ۲۶ سال و جیسون چان به حبس ابد بی بخشش محکوم شد. در سال ۲۰۰۴ دادگاه بخش کالیفورنیا درخواست قرار احضار زندانی تاک سان تان را پذیرفت و گمان کرد که دادستانان دیدگاه هیئت منصفه را با دادن شواهد جعلی عوض کرده بودند؛ ولی این تصمیم برگشت و او در زندان نگه داشته شد.
بعد از بیرون آمدن فیلم میدان‌های کشتار انگور به گزارش‌گر نیویورک تایمز گفته بود: «اگر من بمیرم، باشه، این فیلم برای صدها سال هست».
دیث پران، کسی که انگور نقشش را در میدان‌های کشتار بازی کرده بود گفت: «او مانند دوقلوی من هست، او مانند یک هم‌پیام است و اکنون دیگر من تنهایم».